# Bab Diwan

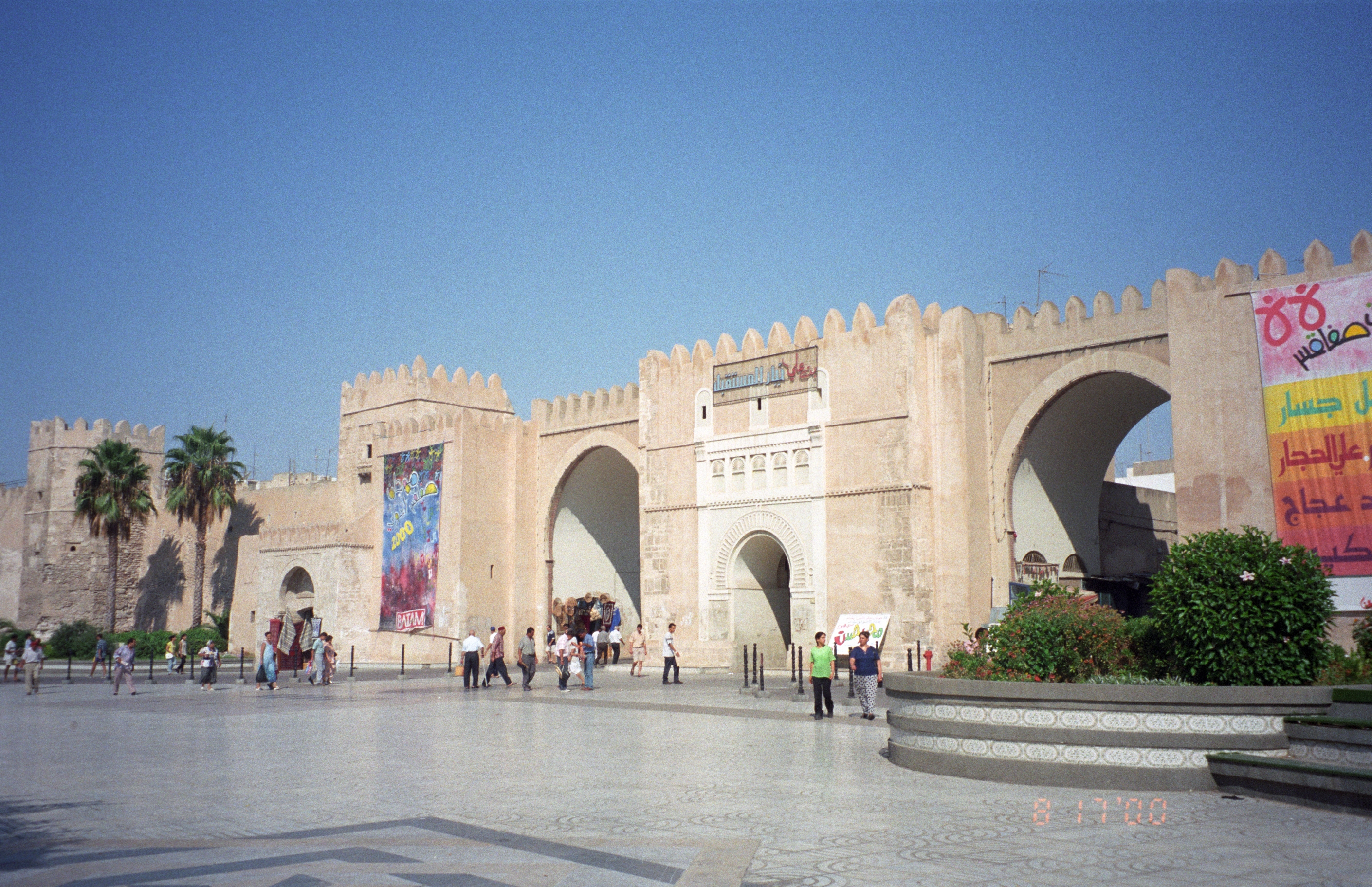
Bab Diwan, 2005

Bab Diwan (in arabo: باب الديوان) o Bab Bhar (Porta del mare) (in arabo: باب البحر) è una delle porte della medina di Sfax. Si trova lungo il lato meridionale della città vecchia, tra Bab Kasbah all’angolo occidentale e Bab Borj Ennar a est.

## Etimologia
Il nome Bab Diwan risale all’epoca hafside e viene dalla parola araba diwan (in arabo: الديوان) che fa riferimento all’amministrazione della dogana, dal momento che Sfax aveva intensi rapporti commerciali ed economici con altre città
È anche spesso chiamata Bab Bhar perché guarda verso il mare.

## Storia

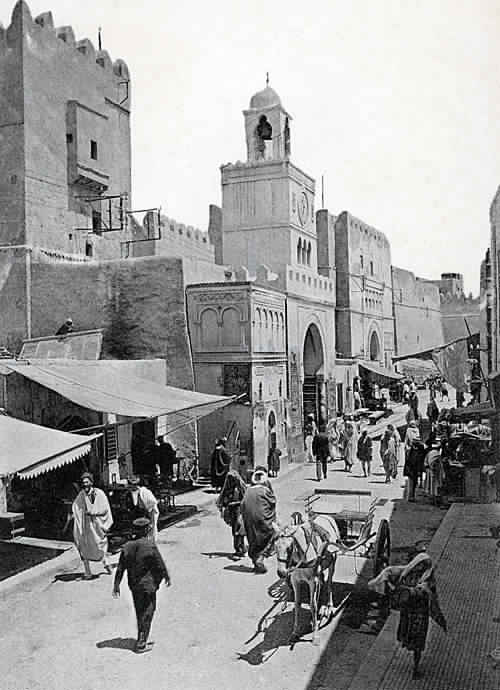
Cartolina che mostra Bab Diwan nel XX secolo

Inizialmente, Bab Bhar era una normale porta, simile a Bab Jebli sul lato settentrionale della medina. Tuttavia, alla luce della sua posizione geografica che la rendeva più esposta agli attacchi, la porta beneficiò, durante il XVII secolo, dei miglioramenti apportati alle strutture difensive della città di Sfax e venne maggiormente fortificata. L’accesso all’interno della città attraverso questa porta era difficoltoso, e prima dei cambiamenti del XX secolo chi la usava per entrare nella medina doveva svoltare a destra e percorrere per circa 30 metri uno stretto vicolo all’interno del muro, prima di girare a sinistra e raggiungere l’interno.
Questo tracciato si doveva a motivi di sicurezza, perché in questo modo, anche se il portone esterno fosse stato abbattuto, gli invasori sarebbero stati esposti ad attacchi dall’alto mentre si dedicavano al portone interno, e tutto ciò con poco spazio di manovra..

## Gli ingressi di Bab Diwan

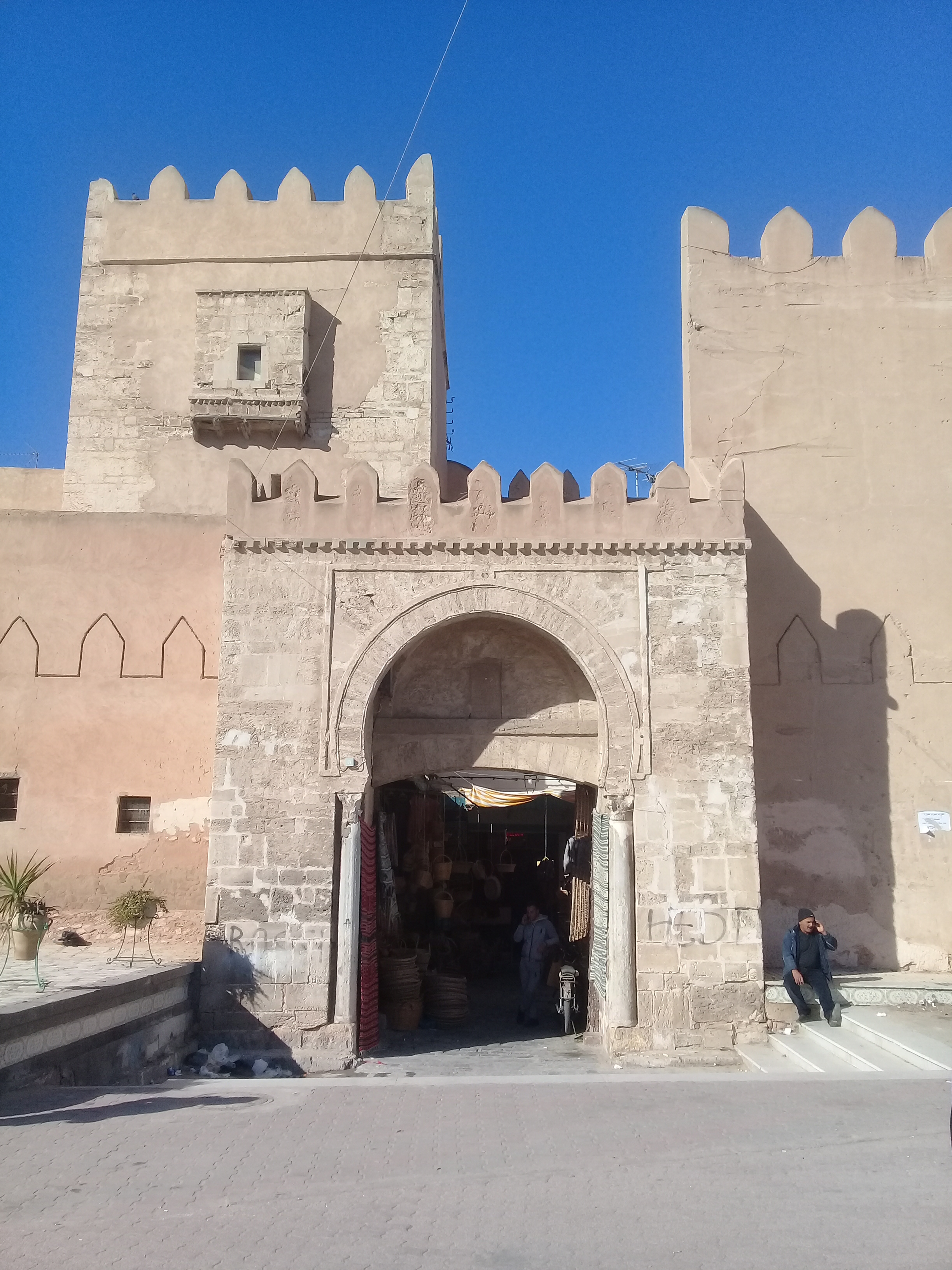
La porta originale

In origine, l’ingresso era l’unico in tutta Sfax rivolto verso il mare. In seguito, ne vennero aggiunti altri tre per tenere il passo con la crescita degli abitanti della città.

### Il portone originale
L’ingresso più antico di Bab Bhar fa parte di una propaggine esterna del muro principale. Si compone di due porte: quella esterna (attualmente situata verso la parte occidentale della facciata) e quella interna di fronte alla moschea Ajouzine. Per raggiungere l’interno della città si passa attraverso la porta esterna e due casupole: una a est e una a sud. Queste strutture erano in origine punti per il pagamento delle tasse doganali, mentre attualmente sono occupate da mercanti.
Nell’aprile 1885, la città costruì un minareto con un orologio, che venne tuttavia distrutto durante i bombardamenti della Seconda guerra mondiale nel 1942.

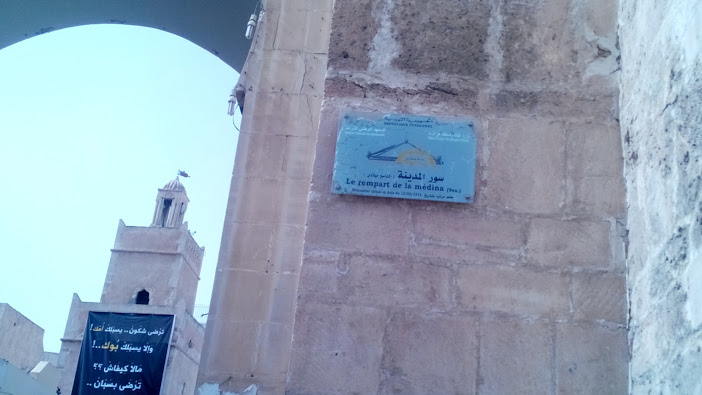
La porta interna con la moschea Ajouzine sullo sfondo
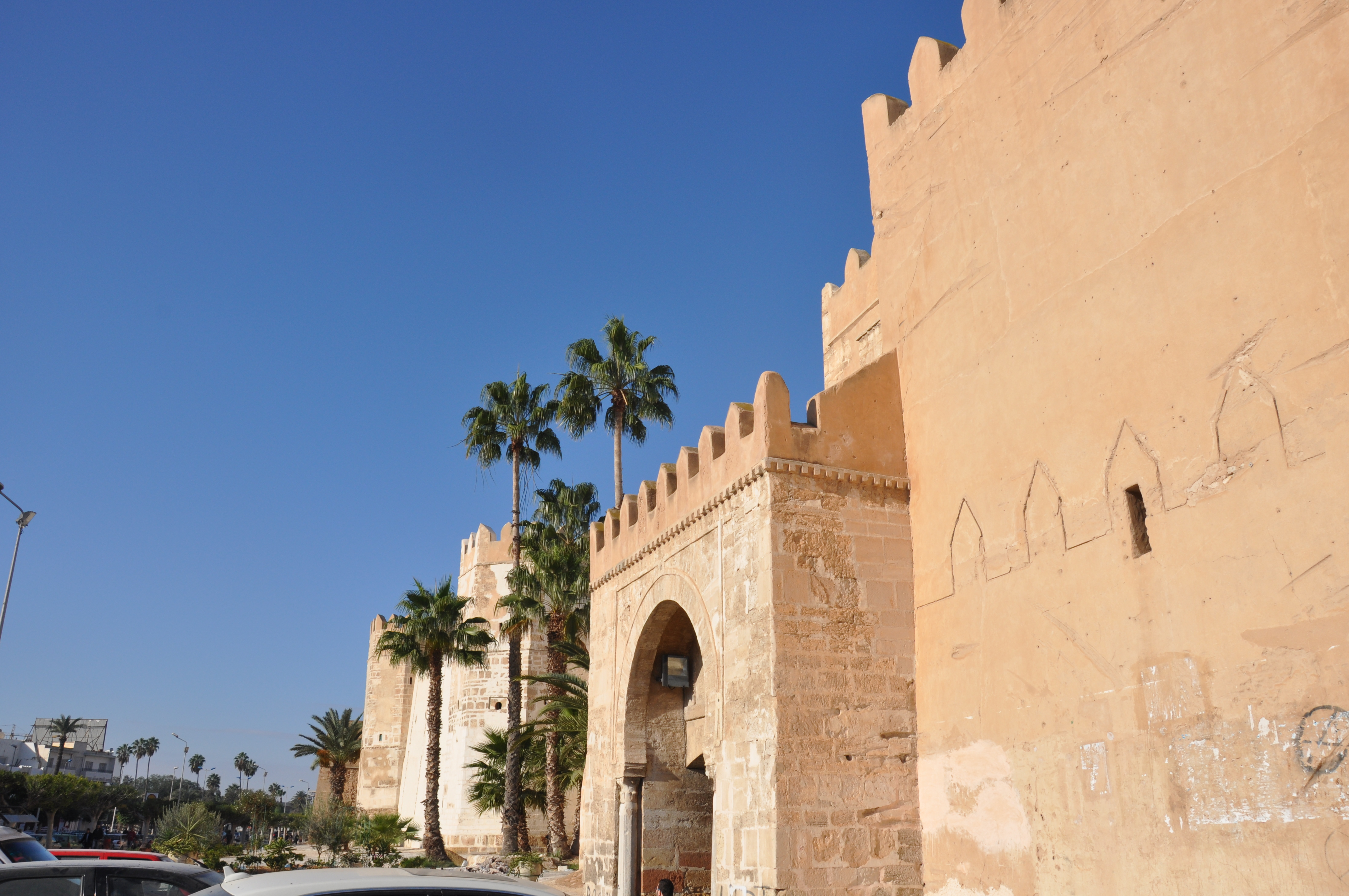
L’ingresso interno
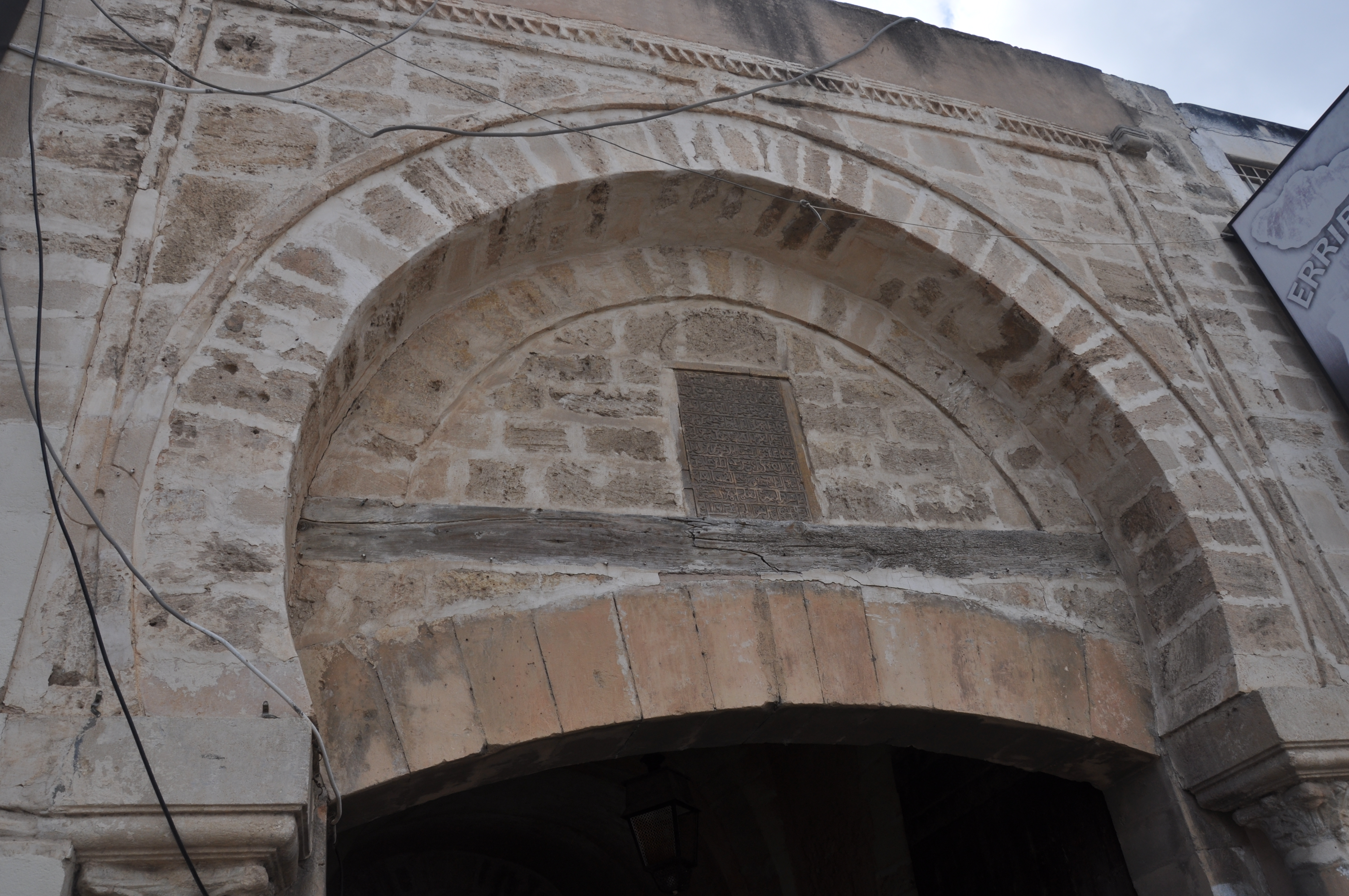
Iscrizioni sopra la porta
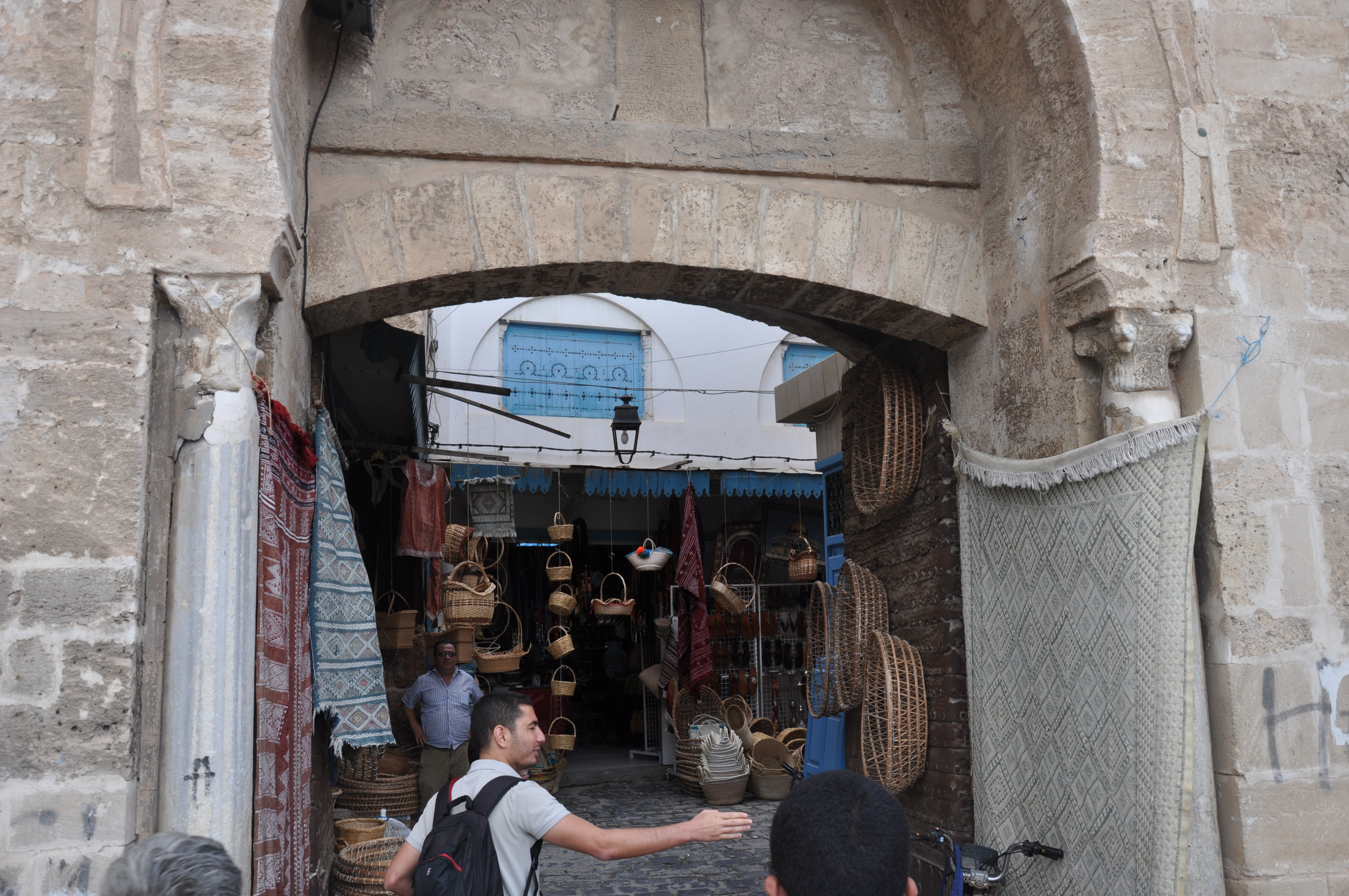
Negozi all’interno delle casupole
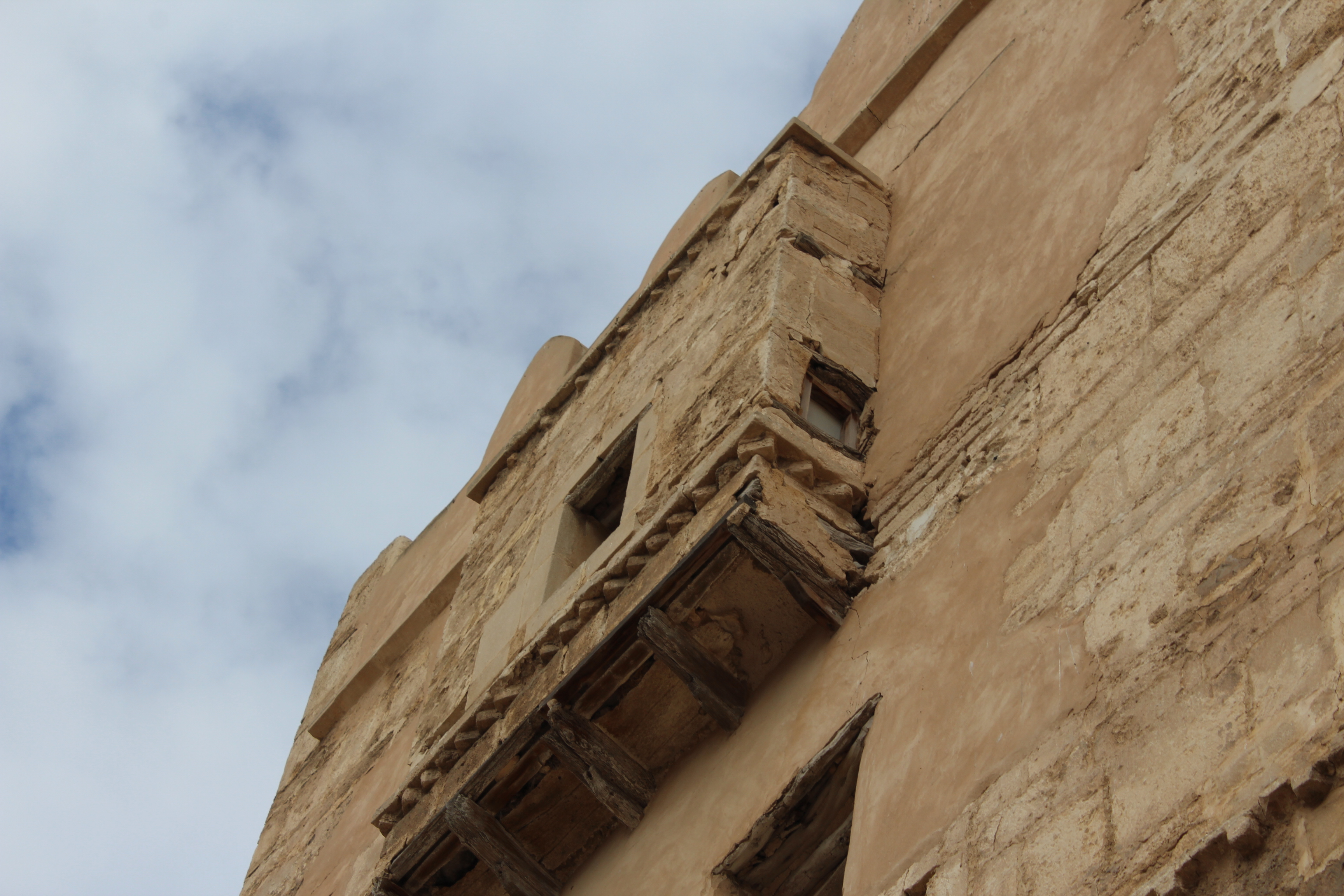
La torre in cima alla porta originale

### Porte de France
Nel 1904, il ministro francese Delcassé visitò la medina e notò la struttura e l’oscurità dei vicoli che collegavano l’ingresso esterno a quello interno. Perciò prima del 1909 venne aggiunta la “porta Delcassé” o “Porte de France” di fronte all’ingresso interno della porta originaria. Ciò facilitò la circolazione di persone e merci, che potevano essere trasportate su carretti e avevano più facilmente accesso alla medina.
Questo è l’ingresso centrale di Bab Diwan, in mezzo ai due grandi ingressi aggiunti dopo l’indipendenza.

### Le grandi porte dell’indipendenza
Con l’indipendenza del Paese, due grandi ingressi vennero aggiunti nel 1963, facilitando come mai prima di allora l’accesso dei veicoli alla medina. Le due nuove porte erano:
- Una tra la porta originale e la porta di Francia, in modo da separare le casupole;
- Una a est di Bab Diwan, sulle rovine di una piccola porta scoperta successivamente, nel 1953.

## Planimetria della porta
Il livello del selciato all’interno della porta è più basso di quello della piazza al suo esterno. La strada acciottolata tra i due ingressi ha un marciapiede da entrambi i lati, il tutto però viene interrotto dall’ingresso per i veicoli a ovest. I ciottoli e i marciapiedi continuano nella parte centrale di muro che costituisce il resto di Bab Diwan. La loro costruzione ha richiesto la demolizione della sezione di muro che occupano – una parete che era stata ricostruita dopo i danni collaterali della Seconda guerra mondiale.

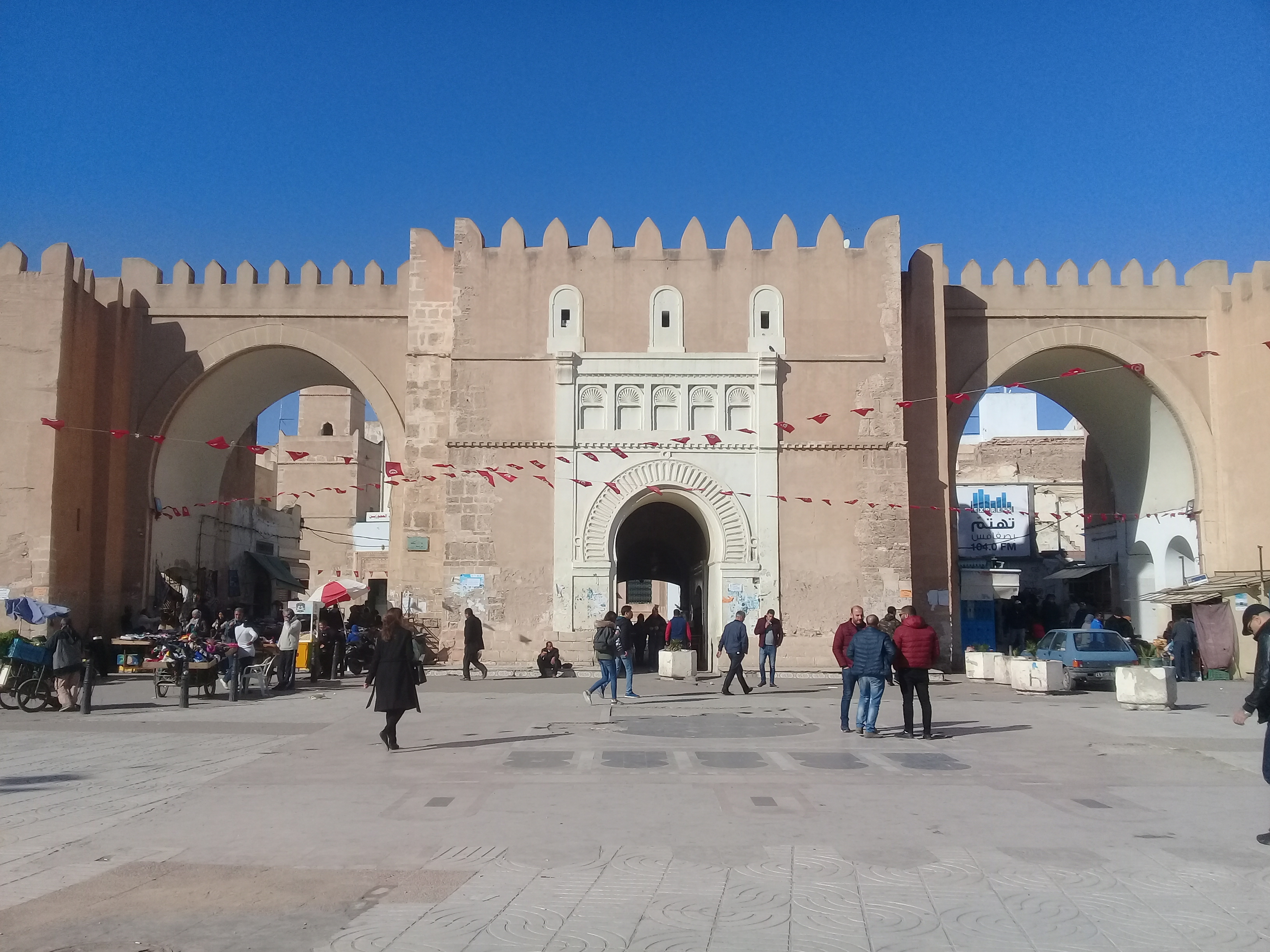
Bab Diwan con Porte de France nel XX secolo

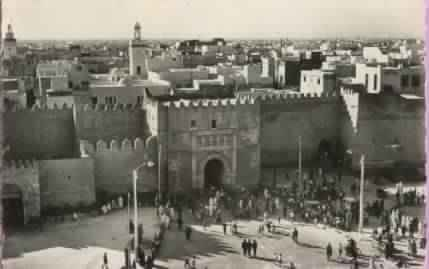
Bab Diwan nel 1954
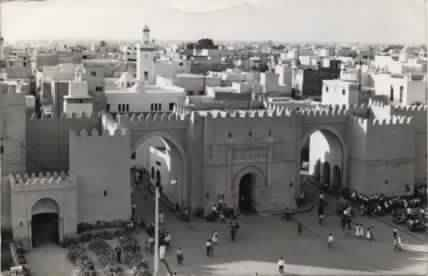
Bab Diwan nel 1960